# قلعه ژاپنی اولسان

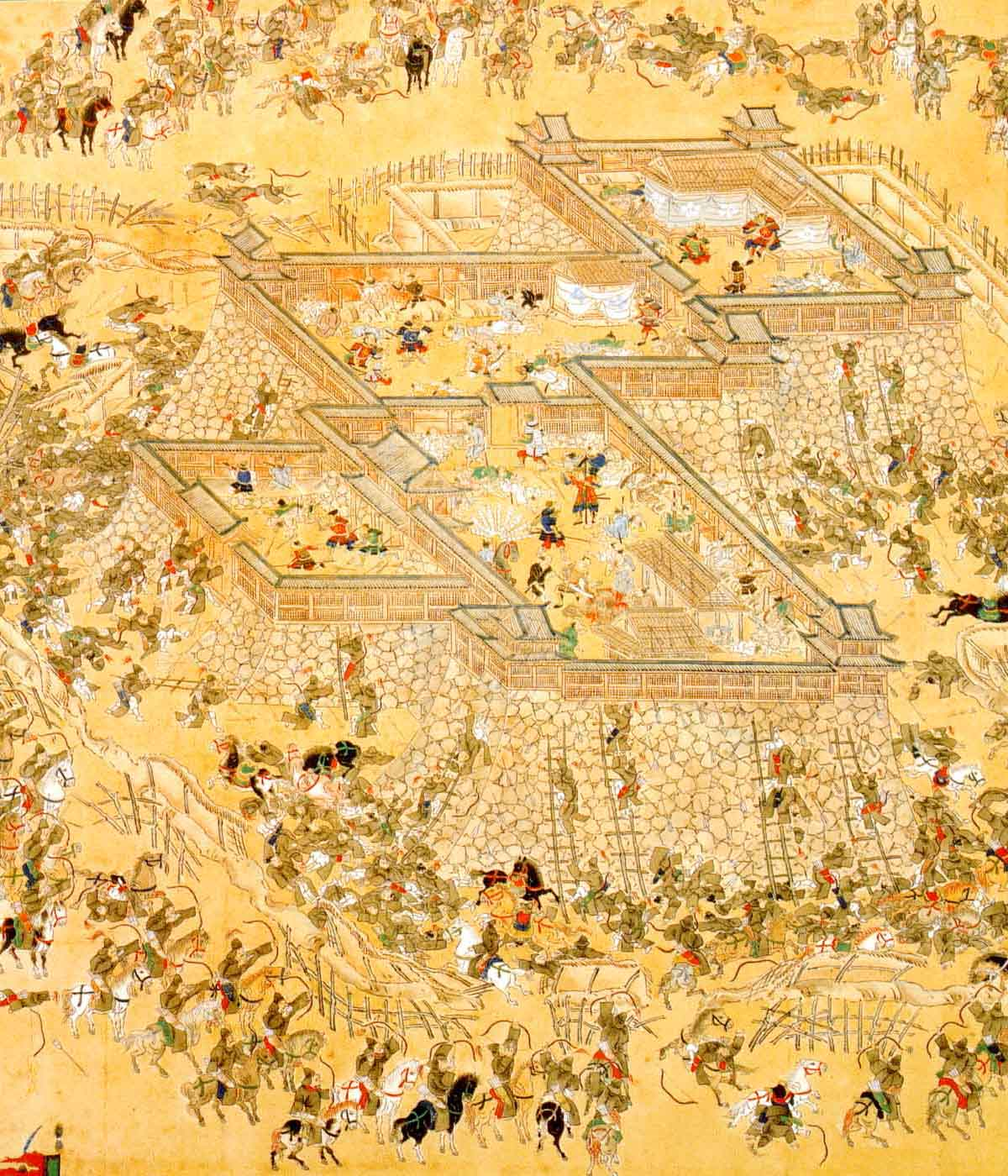

قلعه ژاپنی اولسان (انگلیسی: Ulsan Japanese Castle) یک قلعه ژاپنی در اولسان، کره جنوبی که در تهاجم هیده‌یوشی به کره (۱۵۹۸–۱۵۹۲) توسط کاتو کیوماسا احداث شده است. امروزه،  قلعه ژاپنی اولسان تقریباً توسط برنامه‌ریزی شهر اولسان از بین رفته است.